# Джассі Смоллетт
Джассі Смоллетт (англ. Jussie Smollett; нар. 21 червня 1983, Санта-Роза, Каліфорнія, США) — американський актор, співак, який почав зніматися ще в дитинстві. В доробку актора ролі в фільмах «Могутні каченята», «Норт», «Чужий: Заповіт», в серіалах «Проєкт Мінді», «Імперія».

## Біографія
Джассі Смоллетт народився в Санта-Розі, Каліфорнія, США. Пращури тата мають російсько-польське коріння, а мама афроамериканка. Батьки Джанет і Джоель, який єврей по національності, познайомились під час компанії за громадянські права на Території затоки Сан-Франциско. Джассі один із шести дітей: у нього є брати та сестри, кілька з них також актори.

## Особисте життя
Джассі Смоллетт — відкритий гей.

## Кар'єра
Джассі Смоллетт почав зніматися в кіно в дитинстві. Його одні з перших робіт були в комедійних фільмах «Могутні каченята» та «Норт», крім того він отримав роль у серіалі «На моїй території», в який також були залучені його рідні брати та сестри. Телепроєкт розпочався з загибелі батьків і старший брат взяв на себе відповідальність за виховання дітей.
Після перерви в кінокар'єрі Смоллетт повернувся на кіноекран у головній ролі в фільмі «Худий». Після гостьових появ в серіалах «Проєкт Мінді», «Помста» актор приєднався до акторського складу телепроєкту «Імперія». У 2016 стало відомо, що Смоллетт отримав роль у науково-фантастичній стрічці Рідлі Скотта «Чужий: Заповіт».

## Фільмографія
| Рік       |    | Українська назва          | Оригінальна назва        | Роль          |
| --------- | -- | ------------------------- | ------------------------ | ------------- |
| 1991      | тф | Шматочок раю              | A Little Piece of Heaven | Салем Бордо   |
| 1992      | ф  | Могутні каченята          | The Mighty Ducks         | Террі Голл    |
| 1993      | с  | Квін                      | Queen                    | Саймон        |
| 1993      | с  | Тренер                    | Coach                    | Біллі         |
| 1993—1994 | с  | Кро                       | Cro                      | Майк          |
| 1994      | ф  | Норт                      | North                    | Адам          |
| 1994—1995 | с  | На моїй території         | On Our Own               | Джесс Джеріко |
| 2012      | ф  | Худий                     | The Skinny               | Магнус        |
| 2012      | с  | Проєкт «Мінді»            | The Mindy Project        | Баррі Стассен |
| 2014      | ф  | Проси в мене все що хочеш | Ask Me Anything          | Ніко Демпстер |
| 2014      | с  | Помста                    | Revenge                  | Джеймі        |
| 2015—2017 | с  | Імперія                   | Empire                   | Джамал Ліон   |
| 2016      | с  | Підземка                  | Underground              | Джосі         |
| 2017      | ф  | Чужий: Заповіт            | Alien: Covenant          | Рікс          |
| 2017      | с  | Зірка                     | Star                     | Джамал Ліон   |
| 2017      | ф  | Маршал                    | Marshall                 | Ленгстон Г'юз |